# Beijing Welcomes You
"Beijing Welcomes You" (chin. upr.: 北京欢迎你, chin trad.: 北京歡迎你, pinyin: Běijīng huānyíng nǐ) – utwór wykonany przez wielu wykonawców powstał na Letnie Igrzyska Olimpijskie 2008 w Pekinie w Chińskiej Republice Ludowej. Utwór został napisany przez Alberta Leunga i skomponowany przez Ke Zhaolei.
Utwór trwa ponad 6 minut, jest popularny w Chinach.

## Wykonawcy, którzy pracowali przy utworze
- Chen Tianjia
- Liu Huan
- Na Ying
- Stefanie Sun
- Sun Yue
- Leehom Wang
- Han Hong
- Wakin Chau
- Gigi Leung
- Yu Quan
- Jackie Chan[1][2]
- Richie Ren
- Jolin Tsai
- Sun Nan
- Zhou Bichang
- Wei Wei
- Huang Xiaoming
- Han Geng z Super Junior
- Wang Feng
- Karen Mok
- Tan Jing
- Eason Chan
- John Heck
- Yan Weiwen
- Dai Yuqiang
- Wang Xia
- Qifeng
- Liao Changyong
- Li Sheng song
- Lin Yilun
- Jang Nara
- JJ Lin
- A-Do
- Joey Yung
- Li Yuchun
- Huang Dawei
- Chen Kun
- Nicholas Tse
- Dao Lang
- Vivian Hsu
- Tang Can
- Lin Chi-ling
- Zhang Zilin
- Jane Zhang
- Valen Hsu
- Sky Wu
- Yang Kun
- Christine Fan
- You Hongming
- Zhou Xiao’ou
- Sha Baoliang
- Jin Haixin
- Peter Ho
- F.I.R
- Pang Long
- Li Yugang
- Kenji Wu
- 5566
- Anson Hu
- Yumiko Cheng
- Ji Minkai
- Tu Honggang
- Tong Wu
- Guo Rong
- Liu Genghong
- Tengger
- Jin Sha
- Su Xing
- Wei Jia
- Fu Lishan
- Huang Zheng
- Jaycee Chan
- The Flowers

## Miejsca przedstawione w utworze
W utworze przedstawiono wiele miejsc znajdujących się w Pekinie.
- Zhengyangmen
- Stadion Narodowy w Pekinie (Bird's Nest[3])
- Deshengmen
- Park Beihai
- Świątynia Pudu
- China Millennium Monument
- Uniwersytet Pekiński
- Świątynia Cesarskich Przodków
- Akademia Cesarska w Pekinie
- Fragmenty Wielkiego Muru
- Liulichang
- Park Olimpijski Shunyi w Pekinie
- Teatr Narodowy w Pekinie
- Pływalnia Olimpijska w Pekinie
- Różne siheyuan w Pekinie
- Cesarskie Obserwatorium Astronomiczne w Pekinie
- Park Zhongshan w Pekinie
- Świątynia Ziemi
- Beijing Wukesong Culture & Sports Center
- Świątynia Konfucjusza w Pekinie
- Shichahai
- Capital Museum
- Wieża Bębna w Pekinie
- Huguang Guild Hall Peking Opera House
- Zakazane Miasto
- The China World Trade Center
- Brama Południkowa
- Central Radio & TV Tower
- Rezydencja Lao She
- Świątynia Nieba
- 13 linia metra
- Port lotniczy Pekin
- Lotus Flower Market, Houhai
- Plac Niebiańskiego Spokoju
- Mur Dziewięciu Smoków w parku Beihai